# 臺中市議會第四屆議員列表
臺中市議會第四屆議員列表名列臺中市於2022年11月26日地方公職人員選舉當選的臺中市議員名單，任期為2022年12月25日至2026年12月24日。

## 政黨席次
目前席次中國國民黨共32席、民主進步黨24席、台灣民眾黨2席、無黨籍5席，共計65席，空缺2席。
| 席次       |    |
| 中國國民黨 | 32 |
| 民主進步黨 | 24 |
| 臺灣民眾黨 | 2  |
| 無黨籍     | 5  |

## 議員列表
以下名單皆來自中華民國中央選舉委員會的公告

### 第一選區（大甲區、大安區、外埔區）
- 中國國民黨：李文傑、楊啓邦
- 民主進步黨：施志昌

### 第二選區（清水區、梧棲區、沙鹿區）
- 中國國民黨：顏莉敏、張清照
- 民主進步黨：楊典忠、王立任
- 無黨籍：陳廷秀

### 第三選區（龍井區、大肚區、烏日區）
- 中國國民黨：吳瓊華
- 民主進步黨：張家銨、曾威
- 無黨籍：林孟令、林昊佑

### 第四選區（后里區、豐原區）
- 中國國民黨：張瀞分、陳本添、邱愛珊
- 民主進步黨：謝志忠
- 臺灣民眾黨：陳清龍

### 第五選區（神岡區、大雅區、潭子區）
- 中國國民黨：賴朝國、吳呈賢、羅永珍
- 民主進步黨：蕭隆澤、周永鴻
- 無黨籍：徐瑄灃

### 第六選區（西屯區）
- 中國國民黨：黃馨慧、楊大鋐、張廖乃綸
- 民主進步黨：陳淑華、林祈烽

### 第七選區（南屯區）
- 中國國民黨：劉士州、朱暖英
- 民主進步黨：何文海
- 無黨籍：吳佩芸

### 第八選區（北屯區）
- 中國國民黨：沈佑蓮、陳成添、賴順仁、黃健豪
- 民主進步黨：曾朝榮、謝家宜

### 第九選區（北區）
- 中國國民黨：陳文政、陳政顯
- 民主進步黨：陳俞融

### 第十選區（中區、西區）
- 中國國民黨：張彥彤
- 民主進步黨：江肇國、黃守達

### 第十一選區（東區、南區）
- 中國國民黨：羅廷瑋、李中、林霈涵
- 民主進步黨：鄭功進、陳雅惠

### 第十二選區（太平區）
- 中國國民黨：賴義鍠、黃佳恬
- 民主進步黨：張玉嬿、蔡耀頡

### 第十三選區（大里區、霧峰區）
- 中國國民黨：蘇柏興、林碧秀
- 民主進步黨：林德宇、李天生、張芬郁
- 臺灣民眾黨：江和樹

### 第十四選區（東勢區、石岡區、新社區、和平區）
- 中國國民黨：吳振嘉
- 民主進步黨：蔡成圭

### 第十五選區（平地原住民選區）
- 中國國民黨：吳建德（缺額補選）、黃仁（當選立法委員辭職）

### 第十六選區（山地原住民選區）
- 中國國民黨：古秀英

### 第十七選區（山地原住民選區）
- 中國國民黨：朱元宏